# زمین‌لرزه ۱۹۴۶ دومینیکن
زمین‌لرزه دومینیکن  در تاریخ ۴ اوت ۱۹۴۶ میلادی، برابر با ‎۱۳ مرداد ۱۳۲۵، ساعت ۱۷:۵۱:۰۵ به زمان یوتی‌سی در جمهوری دومینیکن رخ داد. بزرگی آن ۷٫۹ در مقیاس Mw اعلام شده‌است. زمین‌لرزه به وقت محلی در روز یکشنبه، ساعت ۱۳ روی داده و منطقه زمانی آن یوتی‌سی -۴ بوده‌است .
سازمان زمین‌شناسی آمریکا نیز جای این زمین‌لرزه را در مختصات ۱۹°۱۸′شمالی ۶۸°۵۴′غربی / ۱۹٫۳°شمالی ۶۸٫۹°غربی و بزرگی آن را برابر با ۸٫۱ در مقیاس ریشتر اعلام کرده‌است. ژرفای گزارش شده از سوی این سازمان ۶۰ کیلومتر می‌باشد.
سونامی نیز در این زلزله گزارش شده‌است.